# Haplothrips propinquus
Haplothrips propinquus är en insektsart som beskrevs av Bagnall 1933. Haplothrips propinquus ingår i släktet Haplothrips, och familjen rörtripsar. Arten är reproducerande i Sverige.